# Jeblog (Talun)
Jeblog is een bestuurslaag in het regentschap Blitar van de provincie Oost-Java, Indonesië. Jeblog telt 4043 inwoners (volkstelling 2010).